# Higashikurume
Higashikurume (jap. 東久留米市 Higashikurume-shi) – miasto w Japonii, znajdujące się w prefekturze metropolitarnej Tokio. Ma powierzchnię 12,88 km². W 2020 r. mieszkało w nim 115 227 osób, w 51 229 gospodarstwach domowych  (w 2010 r. 116 572 osoby, w 49 203 gospodarstwach domowych).

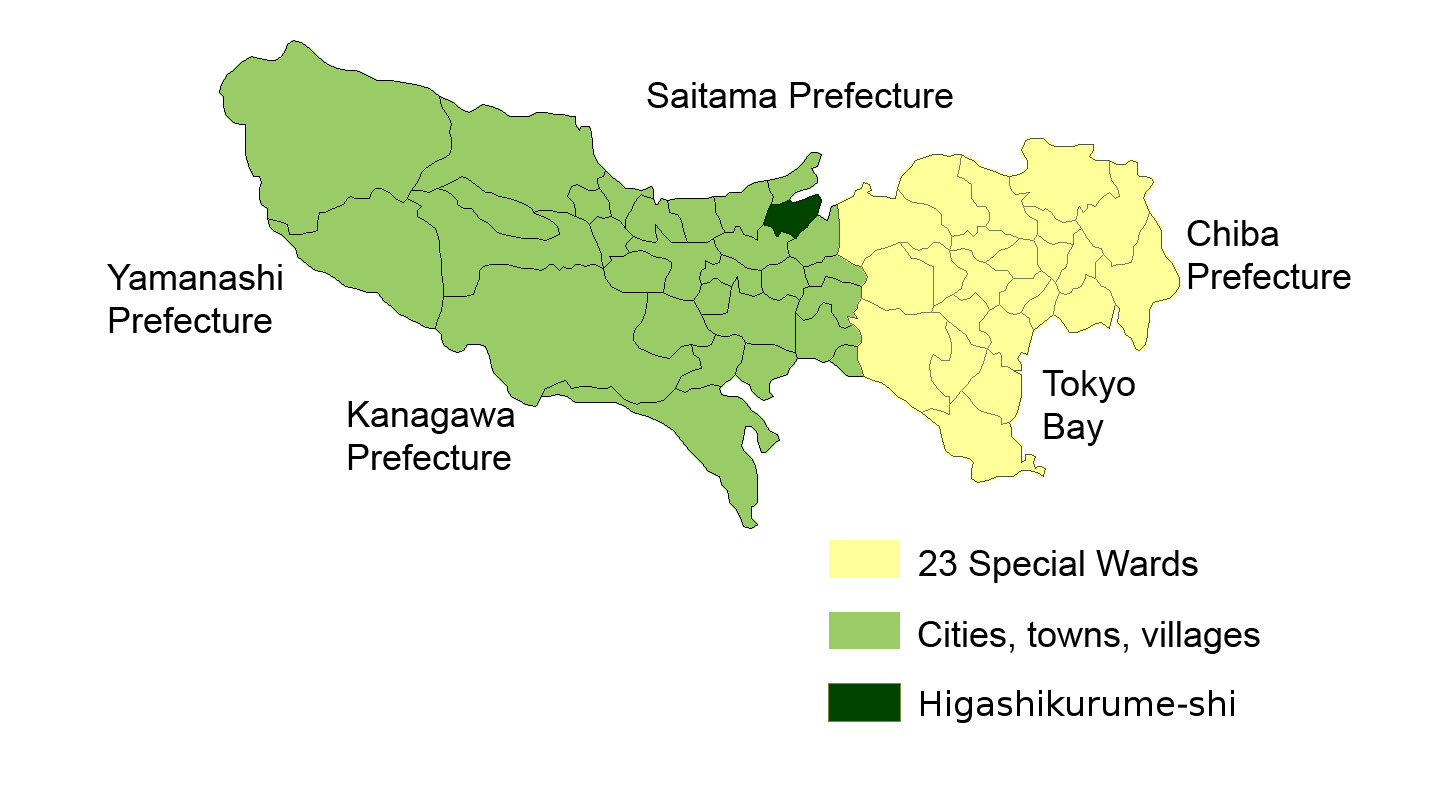
Mapa Tokio z zaznaczonym Higashikurume-shi

W Higashikurume-shi przeważa niska i ciasna zabudowa wolnostojących domów. Przy lokalnych stacjach kolejki miejskiej ulokowane są domy towarowe i większe hotele. W mieście znajdują się też hotele – ryokan, o tradycyjnie japońskim wyposażeniu i wyżywieniu.
Dalej od stacji i sklepów, wśród domów prywatnych usytuowane są większe budynki z mieszkaniami do wynajęcia, z których korzysta ogromna część mieszkańców Tokio.